# Earthquake (canção)
"Earthquake" (estilizado em letras minúsculas) é uma canção da cantora sul-coreana Jisoo. Foi lançada por meio de sua gravadora Blissoo e pela Warner Records em 14 de fevereiro de 2025, como o single principal de seu primeiro extended play, Amortage (2025). Marcou o primeiro single de Jisoo sob sua própria gravadora desde que deixou a YG Entertainment e a Interscope Records como artista solo em 2023. Uma canção de electropop sobre a empolgação de um novo amor, "Earthquake" foi escrita por Jisoo junto com Jack Brady, Jordan Roman, Sarah Troy e Sara Boe, enquanto a produção ficou a cargo da Blissoo e dos Wavys.
"Earthquake" recebeu críticas positivas por sua melodia envolvente e produção aprimorada em comparação ao seu single de estreia "Flower" (2023). Tornou-se a primeira música de Jisoo a alcançar o primeiro lugar na parada World Digital Songs da Billboard dos EUA e atingiu a posição 47 na Billboard Global 200. A canção também alcançou o 41º lugar na Circle Digital Chart da Coreia do Sul e entrou no top 10 em Hong Kong, Malásia, Singapura, Taiwan e Vietnã. O videoclipe correspondente foi dirigido por Christian Breslauer e lançado no YouTube de Jisoo simultaneamente com o single. O vídeo mostra a cantora lidando com uma mensagem de texto inesperada de seu amante no trabalho e sendo interrogada com um detector de mentiras sobre seus verdadeiros sentimentos por ele. Para promover a música, Jisoo se apresentou no programa musical sul-coreano Inkigayo.

## Antecedentes e lançamento
Jisoo anunciou sua saída da YG Entertainment para atividades solo em dezembro de 2023 e fundou sua própria gravadora, chamada Blissoo, em fevereiro de 2024. Em 26 de janeiro de 2025, ela revelou que lançaria seu primeiro extended play Amortage no Dia dos Namorados. Em 28 de janeiro, ela anunciou que havia assinado um contrato global com a Warner Records para sua carreira solo.
Em 4 de fevereiro, Jisoo revelou a lista de faixas e os créditos do EP, incluindo o single principal "Earthquake". No mesmo dia, ela lançou um pôster conceitual para o single, que trouxe uma pista com a frase: "Wake up, electric touch."
Mais tarde, ela lançou um teaser do videoclipe em 12 de fevereiro, seguido por um pôster promocional em 13 de fevereiro, que continha uma Polaroid de Jisoo com a inscrição "Earthquake" e a legenda "Falta um dia, D-1". "Earthquake" foi lançada como o single principal de Amortage junto com o restante do EP em 14 de fevereiro.

## Composição e letras
"Earthquake" foi descrita como uma música "eletrônica-pop mutante" com uma "produção repleta de ganchos" que lembra a música "experimental, porém acessível" de Britney Spears e tão viciante quanto "Padam Padam" (2023), de Kylie Minogue. A música combina sons eletrônicos com a voz cativante de Jisoo e contém um som coreano semelhante ao de seu single anterior, "Flower", além de um refrão repetitivo. Liricamente, expressa a "empolgação de iniciar um amor e sentimentos intensos pela outra pessoa".

## Recepção da crítica
Escrevendo para a NME, Crystal Bell elogiou "Earthquake" como uma evolução da "sincopação magnética" de "Flower", com uma "produção mais completa e dinâmica", que, segundo ela, aprimorou os vocais da cantora e fez com que sua interpretação parecesse "mais confiante e expressiva". Jeff Benjamin, da Billboard, classificou a música como a segunda melhor de Amortage, considerando-a a "faixa mais impactante" e a melhor escolha como single para marcar seu primeiro retorno solo em dois anos com grande estilo. Ele destacou a "qualidade cativante semelhante" à de "Flower", mas com uma "sofisticação visivelmente aprimorada", e elogiou o progresso que Jisoo fez ao longo de dois anos para aperfeiçoar sua arte.

## Videoclipe
O videoclipe oficial de "Earthquake" foi dirigido por Christian Breslauer e lançado junto com o single em 14 de fevereiro de 2025 no canal de Jisoo no YouTube. O lançamento foi precedido por um teaser divulgado dois dias antes, em 12 de fevereiro. No videoclipe, Jisoo atende o telefone enquanto trabalha em um escritório para responder a uma mensagem inesperada de seu amante. No entanto, seu telefone é arrancado de suas mãos e colocado dentro de um saco de evidências antes que ela possa enviar a mensagem. Ela é então interrogada por um oficial, interpretado pelo ator Cha Seung-won, que a submete a um teste do polígrafo para verificar seus verdadeiros sentimentos pelo interesse amoroso. No clímax do vídeo, Jisoo entra em um carro que atravessa a sala de interrogatório e começa a dirigir.

## Apresentações ao vivo
Em 16 de fevereiro de 2025, Jisoo apresentou "Earthquake" ao vivo pela primeira vez no programa musical sul-coreano Inkigayo, transmitido pela SBS. Ela voltou a apresentar a música no programa em 23 de fevereiro.
Jisoo também apresentará a música na turnê Lights, Love, Action!, um fanmeeting que passará por sete cidades da Ásia.

## Créditos e equipe
Créditos adaptados das notas do encarte de Amortage.
Gravação
- Gravado no BK Studio (Seul, Coreia do Sul) e Wavy Baby West Studio (Los Angeles, Califórnia)
- Mixado no Larrabee Studios (North Hollywood, Califórnia)
- Masterizado no Sterling Sound (Edgewater, Nova Jersey)

Pessoal
- Jisoo – vocais, compositora
- Jack Brady – compositor, engenheiro de gravação
- Jordan Roman – compositor
- Sarah Troy – compositora, vocais de apoio
- Sara Boe – compositora
- Blissoo – produtora
- The Wavys – produtores
- Manny Marroquin – engenheiro de mixagem
- Zach Pereyra – engenheiro assistente de mixagem
- Anthony Vilchis – engenheiro assistente de mixagem
- Trey Station – engenheiro assistente de mixagem
- Chris Gehringer – engenheiro de masterização

## Desempenhos musicais
| Tabela (2025)                              | Melhor posição |
| ------------------------------------------ | -------------- |
| Coreia do Sul (Circle)                     | 41             |
| Estados Unidos (Global 200 / Billboard)    | 47             |
| EUA (World Digital Song Sales / Billboard) | 1              |
| Filipinas (Philippines Hot 100)            | 56             |
| Hong Kong (Billboard)                      | 3              |
| Malásia (IFPI)                             | 10             |
| Malásia (RIM)                              | 6              |
| Nova Zelândia (RMNZ)                       | 12             |
| Reino Unido (UK Singles Sales / OCC)       | 13             |
| Singapora (RIAS)                           | 9              |
| Taiwan (Billboard)                         | 2              |
| Vietnã (IFPI)                              | 3              |

## Histórico de lançamento
| Região | Data                    | Formato(s)                 | Gravadora(s)   | Ref.   |
| ------ | ----------------------- | -------------------------- | -------------- | ------ |
| Várias | 14 de fevereiro de 2025 | Digital download streaming | Blissoo Warner | [ 14 ] |
| Itália | 14 de fevereiro de 2025 | Radio airplay              | Warner Italy   | [ 35 ] |